# 肾唇虾脊兰
肾唇虾脊兰（学名：Calanthe brevicornu）为兰科虾脊兰属下的一个种。

## 扩展阅读
維基物種上的相關：肾唇虾脊兰